# Андрузский, Дмитрий Васильевич
Дмитрий Васильевич Андрузский (1814—1880) — российский гравёр на меди.

## Биография
Дмитрий Васильевич Андрузский родился 5 сентября 1814 года.
В Академии художеств сперва осваивал архитектуру, но затем стал изучать гравирование под руководством крупнейшего мастера русской портретной резцовой гравюры первой половины XIX века Николая Ивановича Уткина.
Окончив курс с аттестатом на звание классного художника, Андрузский был оставлен при Академии (1836), с прикомандированием к профессору Уткину. С 1840 года он трудился гравёром в течение полутора лет в художественном заведении корпуса инженеров путей сообщения, а с 1843 года — в комиссии о построении Исаакиевского собора. В 1837 году Андрузский награвировал 20 досок дворянского гербовника в Сенат, по два герба на каждой.
В 1832 году получил малую серебряную медаль за копию с гравюры Эделинка «Портрет испанца», в 1835 году — большую серебряную медаль за гравюру «Скорбящая Богоматерь» с картины Конка.
Занялся гравированием портрета Петра Великого, с А. Матвеева. Доска этой гравюры сгорела в 1838 году в академической печатной мастерской и с неё было сделано лишь несколько пробных оттисков (один из них в Императорской публичной библиотеке).
Из других работ Андрузского наиболее известны: 5 гравюр (в очерках с легкою прокладкою теней), помещенных в журнале «L’Artiste russe» за 1847 год и изображающих иконы и плафон большого купола Исаакиевского собора; 10 таблиц к изданию «Керченские древности» (1845); портрет строителя Исаакиевского собора, О. Монферрана и 15 таблиц с изображениями (в очерках) некоторых предметов его коллекций, для издания «Musée Monferrand»; памятники Барклая де Толли и Кутузова для «Памятника искусств» изд. Фишера.
Дмитрий Васильевич Андрузский скончался в 1880 году.